# Кур-Сент-Етьєн
Кур-Сент-Етьєн (валлон. Coû-Sint-Stiene) — муніципалітет Валлонії, розташований у бельгійській провінції Валлонський Брабант. На 1 січня 2006 року загальна кількість населення Корт-Сент-Етьєна становила 9408 осіб. Загальна площа 26.64 км, що дає щільність населення 353 чол/км мешканці.
До складу муніципалітету входять такі райони: Вістерзе, Сарт-Мессір-Гійом, Ла-Рош, Меріво, Сюзеріль, Фо, Лімож, Борьє, Франкені, Ле-Шеноа і Тангісар.